# Piotr Miętkiewicz

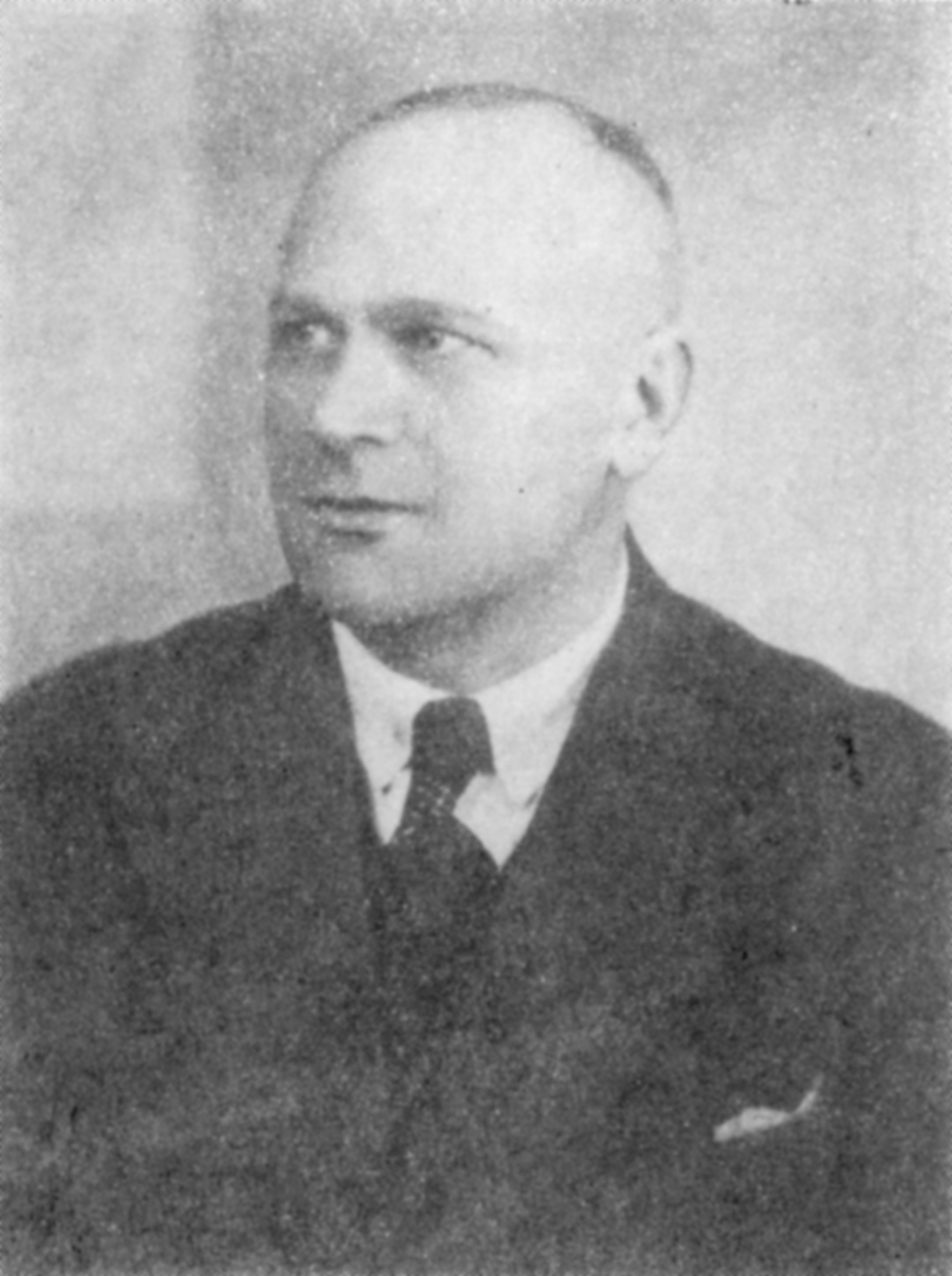
Piotr Miętkiewicz

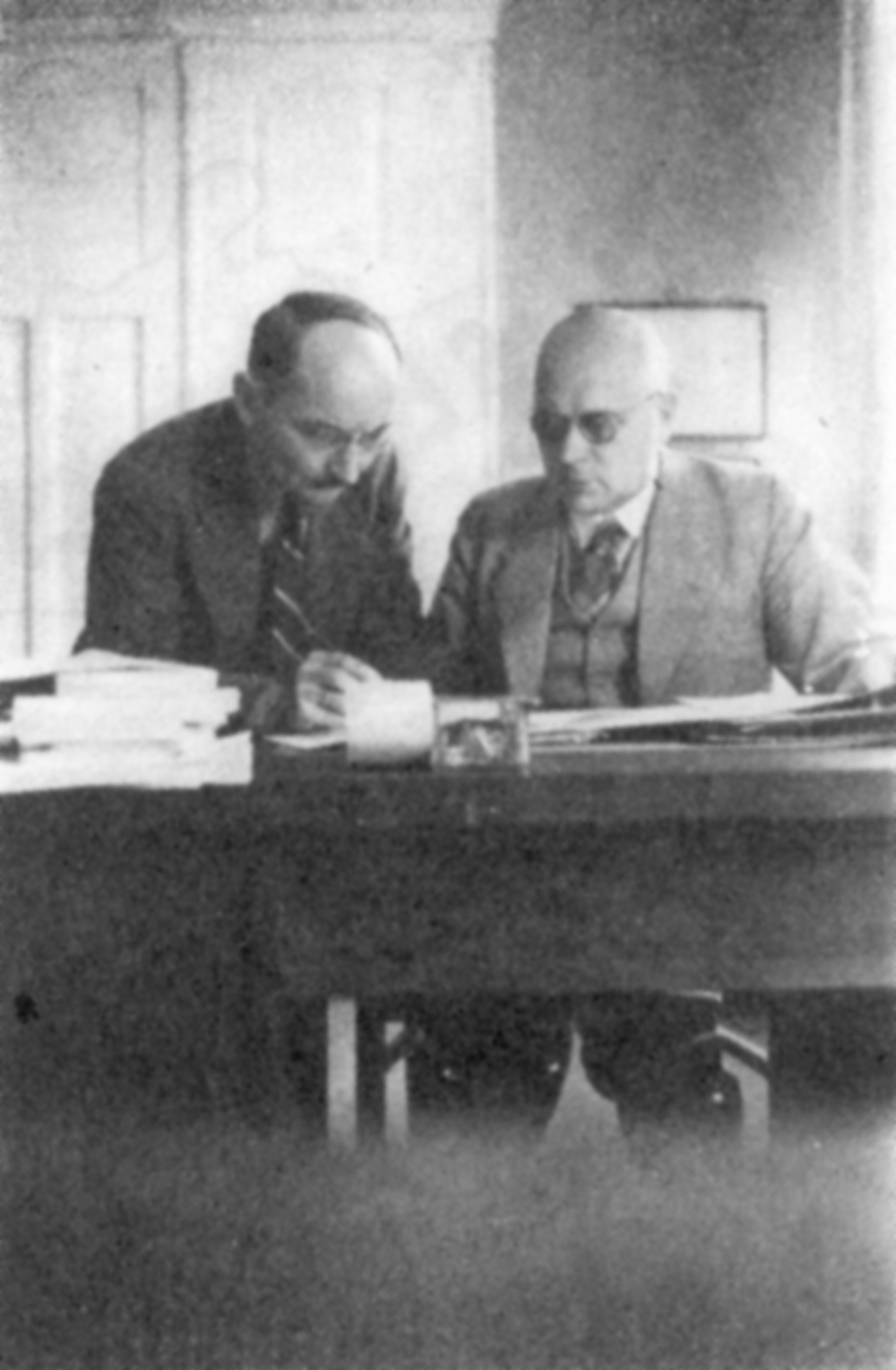
Józef Hanke i Piotr Miętkiewicz

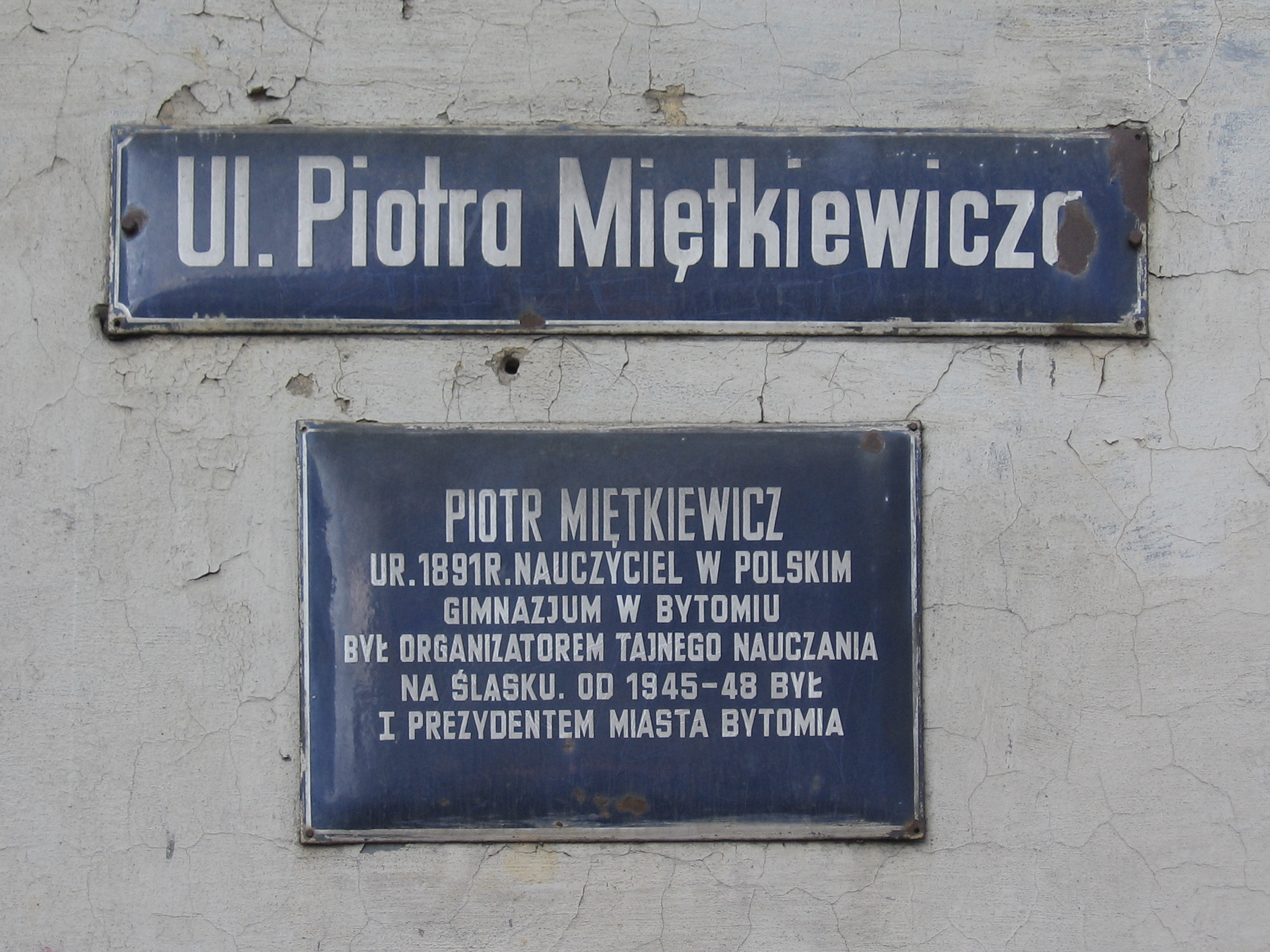
Tablica na ścianie kamienicy przy ulicy Piotra Miętkiewicza 1 w Bytomiu w 2018 roku

Piotr Miętkiewicz (ur. 4 listopada 1891 w Mieczkowie, zm. 14 listopada 1957) – polski pedagog, pierwszy prezydent Bytomia w latach 1945–1948.

## Życiorys
Ukończył Seminarium Nauczycielskie w Kcyni w 1913 roku. Studiował język francuski, angielski i niemiecki oraz historię sztuki, początkowo studiował od 1916 roku w Akademii Królewskiej w Poznaniu, po I wojnie światowej na Uniwersytecie Poznańskim. W kwietniu 1919 roku powołany został na nauczyciela Państwowego Gimnazjum im. K. Marcinkowskiego w Poznaniu. W roku 1927 uzyskał stopień magisterski, a w 1931 tytuł profesora pracując w Gimnazjum w Poznaniu, Ostrowie Wielkopolskim i Lesznie. Z początkiem marca 1933 roku został powołany na profesora wykładowcę i wychowawcę w I Gimnazjum Polskim w Bytomiu, jedynej wówczas szkoły średniej dla polskiej młodzieży Ziem Zachodnich w Niemczech, uczył języka niemieckiego. 2 marca 1937 roku Miętkiewicz został ostatnim dyrektorem szkoły i prowadził ją do chwili jej zlikwidowania przez Gestapo w 1939 roku. 24 sierpnia 1939 przeniósł się do Krakowa, gdzie związał się z konspiracyjną organizacją Nowe Ziemie.
Oprócz pracy naukowej i zawodowej brał czynny udział w ruchu społeczno-narodowym i kulturalno-oświatowym wśród Polaków w Niemczech. Był przewodniczącym grupy Związku Polaków Rzeszy dla Ziem Odzyskanych, kierownikiem okręgu szkolnego, organizatorem tajnego nauczania w Komórce Śląskiej. Od 1945 roku do marca 1948 roku piastował urząd prezydenta Bytomia. Później pracował w oświacie, m.in. w bibliotece. Należał do Polskiej Partii Socjalistycznej. Był prezesem honorowym Komitetu Obywatelskiego Polaków Śląska Opolskiego.  
Zmarł 14 listopada 1957 roku, został pochowany na cmentarzu Mater Dolorosa w Bytomiu.

## Ordery i odznaczenia
- Krzyż Orderu Odrodzenia Polski (1957)
- Złoty Krzyż Zasługi (18 stycznia 1946)[9]

## Upamiętnienie
Jest patronem Zespołu Szkół Ogólnokształcących nr 1 w Bytomiu.